# Eva Röder (Malerin)
Eva Röder, als Elfriede Sendler geboren, (* 30. Juli 1925 in Elberfeld; † 4. März 2014 in Wuppertal) war eine deutsche Malerin, Grafikerin, Collagistin und Galeristin.

## Leben
In den 1930er Jahren besuchte Sendler die Handelsschule. Von 1941 bis 1945 machte sie eine kaufmännische Lehre in einer Weberei. 1949 heiratete sie den Maler Adolf Röder, Gastronom des ehemaligen Künstlertreffpunkts und der Galerie Palette – Röderhaus in der Sedanstraße 68 auf dem Sedansberg in Wuppertal-Barmen, welche das Paar nach den Zerstörungen des Zweiten Weltkrieges gemeinsam wieder aufbaute und leitete. Das Lokal war für einige Jahre ein Fixpunkt der überregionalen Kunstszene.
Ihre künstlerische Ausbildung erhielt Eva Röder durch Unterricht bei ihrem Ehemann und ihrem Schwiegervater Georg Röder. 1953 begann sie mit der Malerei; die dabei entstandenen Arbeiten zeigte sie auf über 60 Ausstellungen.
Nach dem Tod ihres Ehemannes 1983 übernahm Eva Röder die alleinige Leitung der Palette und organisierte die dortigen Ausstellungen. Sie beschäftigte sich weiter mit Veröffentlichungen von Büchern, Zeitschriften und Zeitungen sowie mit Beiträgen für Rundfunk- und Fernsehsendungen. Sie war Gründungsmitglied des Rings bergischer Künstler (gruppe rbk), seit 1970 Mitglied des Kunstkreises Hofgeismar und seit 1975 Mitglied der GEDOK in Wuppertal, dem Verband der Gemeinschaften der Künstlerinnen und Kunstförderer.
Eva Röder verstarb 2014 und wurde auf dem Wuppertaler Friedhof Norrenberg beigesetzt.

## Werk
- Treppenbilder, entstanden Ende der 1950er Jahre
- Grafische Serien und Tuschezeichnungen, nach 1960
- Arbeiten in Frottagen-Technik und Collagen, ab 1970

Einige ihrer Arbeiten sind im Besitz der Graphothek der Stadtbibliothek in Remscheid, des Wuppertaler Von der Heydt-Museums und der „Galerie Palette – Röderhaus“. Andere Werke befinden sich in Privatbesitz.